# 黒崎くんの言いなりになんてならない
『黒崎くんの言いなりになんてならない』（くろさきくんのいいなりになんてならない）は、マキノによる日本の漫画作品。『別冊フレンド』（講談社）2014年2月号より2021年11月号まで連載された。
2016年第40回講談社漫画賞少女部門および2021年第45回講談社漫画賞少女部門にノミネートされた。
2021年11月時点で累計発行部数は610万部を突破している。
2016年に実写映画化された。

## あらすじ
冴えない中学時代から一転、高校デビュ－を果たした主人公・赤羽由宇。彼氏、友達と充実した毎日を送るはずだったのだが、あるきっかけで「黒悪魔」と恐れられる黒崎晴人に「罰」として絶対服従を命じられることに。躾といって、迫ってくる黒崎くんのことが次第に気になり始めたり、憧れの存在「白王子」こと・白河タクミとデートをしたりとドキドキしっぱなし。いつも黒崎君のことが頭から離れない由宇は、これが恋なのかわからないと悩む。

## 登場人物
赤羽 由宇（あかばね ゆう）
本作品の主人公。中学時代は地味だったことから「赤地蔵」と言われていたが、高校入学を機にイメチェンする。黒崎に逆らったことがきっかけで、罰として彼に服従する破目になる。白河に好意を寄せるが、次第に黒崎のことが気になり始める。
黒崎 晴人（くろさき はると）
由宇のクラスメイト。副寮長を務めており、後に寮長となる。不愛想で柄が悪いために、周囲から「黒悪魔」と恐れられていたが、ある出来事を機に、「黒王子」と女子から人気が出る。由宇に無理難題を課すドSだが、時折優しい面を見せる。文武両道で喧嘩も強い。由宇のファーストキスを強引に奪った。
白河 タクミ（しらかわ タクミ）
通称：白王子。黒崎の親友で幼馴染。由宇を含め女子から憧れの美少年。黒崎とは反対に、優しい性格。寮長を務めている。
芦川芽衣子（あしかわ めいこ）
由宇の友人。
来栖 タカコ（くるす タカコ）
由宇の友人。のちに梶の彼女になる。
梶 祐介（かじ ゆうすけ）
由宇のクラスメイト。ある出来事で黒崎を尊敬するようになる。来栖に告白し、彼氏になる。

## 書誌情報

### 漫画
- マキノ 『黒崎くんの言いなりになんてならない』 〈講談社コミックス別冊フレンド〉、全19巻
  1. 2014年6月13日発売[9]、『別冊フレンド』2014年2月号[1] - 5月号、ISBN 978-4-06-341926-9
    - 飼い主の言いなりになんてならない!（描きおろし）

  2. 2014年9月12日発売[10]、『別冊フレンド』2014年6月号 - 9月号、ISBN 978-4-06-341941-2
  3. 2015年1月13日発売[11]、『別冊フレンド』2014年10月号 - 2015年1月号、ISBN 978-4-06-341962-7
  4. 2015年5月13日発売[12]、『別冊フレンド』2015年2月号 - 5月号、ISBN 978-4-06-341981-8
    - 梶くんの場合（『別冊フレンド』2014年10月号別冊ふろく『サブキャラ祭り!』）

  5. 2015年11月13日発売[13]、『別冊フレンド』2015年6月号、8月号 - 10月号、ISBN 978-4-06-392015-4
    - ドラマCD同梱版[14][15]：ISBN 978-4-06-358773-9
    - 黒崎くんの言いなりになんてならない ドラマCDアフレコレポート（描きおろし）

  6. 2016年2月12日発売[16]、『別冊フレンド』2015年11月号 - 2016年2月号、ISBN 978-4-06-392027-7
    - スペシャルショート 中1の春[注 1]（『別冊フレンド』2015年5月号）

  7. 2016年7月13日発売[17]、『別冊フレンド』2016年3月号 - 2016年6月号、ISBN 978-4-06-392046-8
    - キスのそのあと…（描きおろし）

  8. 2016年11月11日発売[18]、『別冊フレンド』2016年8月号 - 2016年11月号、ISBN 978-4-06-392087-1
    - 日めくりドSカレンダー付き特装版[19]：ISBN 978-4-06-362338-3

  9. 2017年4月13日発売[20]、『別冊フレンド』2016年12月号、2017年2月号 - 4月号、ISBN 978-4-06-392110-6
    - タラコちゃんの言いなりになりたい♥（『別冊フレンド』2017年1月号）

  10. 2017年9月13日発売[21]、『別冊フレンド』2017年5月号 - 9月号、ISBN 978-4-06-392129-8
  11. 2018年2月13日発売[22]、『別冊フレンド』2017年10月号、12月号 - 2018年2月号、ISBN 978-4-06-510915-1
  12. 2018年7月13日発売[23]、『別冊フレンド』2018年3月号 - 7月号、ISBN 978-4-06-512036-1
  13. 2019年1月11日発売[24]、『別冊フレンド』2018年8月号、11月号 - 2019年1月号、ISBN 978-4-06-514225-7
    - スペシャルショート ミナの本音（『別冊フレンド』2018年8月号）

  14. 2019年6月13日発売[25]、『別冊フレンド』2019年3月号 - 6月号、ISBN 978-4-06-516034-3
    - スペシャルショート 春美寮ライフ（『別冊フレンド』2019年2月号）

  15. 2019年11月13日発売[26]、『別冊フレンド』2019年8月号 - 11月号、ISBN 978-4-06-517635-1
    - スペシャルショート 僕らのメモリー（『別冊フレンド』2019年7月号）

  16. 2020年4月13日発売[27]、『別冊フレンド』2019年12月号 - 2020年4月号、ISBN 978-4-06-519137-8
  17. 2020年10月13日発売[28]、『別冊フレンド』2020年7月号 - 10月号、ISBN 978-4-06-521083-3
    - スペシャルショート 64話 side 黒崎くん（『別冊フレンド』2020年6月号）
    - スペシャルショート ブランデーラブ（『別冊フレンド』2020年5月号）

  18. 2021年3月12日発売[29]、『別冊フレンド』2020年11月号 - 2021年1月号、3月号、ISBN 978-4-06-522610-0
    - スペシャルショート 白王子vs.ミナ[30]（『別冊フレンド』2021年2月号）
    - 描きおろしショート 修旅side梶くん（描きおろし）

  19. 2021年11月12日発売[31]、『別冊フレンド』2021年4月号 - 5月号、7月号、9月号、11月号[2]、ISBN 978-4-06-525004-4（同日発売：特装版[32]、ISBN 978-4-06-526039-5）

### アンソロジー
- 黒王子vs.白王子[注 2]（2015年5月13日発売[33]、ISBN 978-4-06-341982-5）
  - 黒崎くんの言いなりになんてならない SPショート（『別冊フレンド』2015年5月号）
- カレから顎クイ[注 3]（2015年11月13日発売[34]、ISBN 978-4-06-392018-5）
  - 黒崎くんの言いなりになんてならない 〜第6話 ファースト☆デート〜（『別冊フレンド』2014年7月号）
- エロキュン[注 4]（2016年2月12日発売[35]、ISBN 978-4-06-392029-1）
  - 黒崎くんの言いなりになんてならない 第5話（『別冊フレンド』2014年6月号）
- 黒王子の言いなりになりたい[注 5]（2017年9月13日発売[36]、ISBN 978-4-06-392130-4）
  - 黒崎くんの言いなりになんてならない〜今夜は眠れない!〜[注 6]（『別冊フレンド』2015年12月号）

### 小説
- マキノ（原作） / 森川成美（著者） 『小説 黒崎くんの言いなりになんてならない』 講談社 〈KCデラックス〉、全3巻
  1. 2018年2月13日発売[37]、ISBN 978-4-06-393308-6
  2. 2018年2月13日発売[38]、ISBN 978-4-06-393309-3
  3. 2018年7月13日発売[39]、ISBN 978-4-06-511971-6

## ドラマCD
2015年5月16日にドラマCD化が発表され、出演者の一部が発表された。同年8月に赤羽、黒崎、白河、梶の各配役が発表された。内容は、単行本1巻に収められた「由宇の入寮エピソード」とオリジナルストーリー、おまけトラックが収録されている。単行本5巻同梱版に付属している。
キャスト（ドラマCD）
- 赤羽由宇 - 小松未可子
- 黒崎晴人 - 石川界人
- 白河タクミ - 小野賢章
- 梶 - 下野紘

## 映画
映画化作品が、2016年2月27日に公開。監督は月川翔、脚本は松田裕子、主演は中島健人。
160館の中規模公開ながら、公開初週の全国映画動員ランキングで1位を獲得。観客動員数が100万人を突破している。
最終的な興行収入は12.3億円である。

### キャスト（映画）
- 黒崎 晴人 - 中島健人[7][8]
- 赤羽 由宇 - 小松菜奈[7][8]
- 白河 タクミ - 千葉雄大[7][8]
- 芦川 芽衣子 - 高月彩良[46]
- 梶 祐介 - 岸優太[46]
- 服部 一翔 - 岡山天音
- 乃木坂 省吾 - 中村靖日
- 木俣 サチ - 池谷のぶえ
- 来栖 タカコ - 川津明日香
- 水野 美莉 - 鈴木裕乃
- 森 マコ - 北村優衣
- 山田 菜摘 - 長谷川里桃
- 西野 あや - 黒崎レイナ
- 瀬田 英玲奈 - 山崎あみ
- 若林 乃亜 - 鈴木美羽

### スタッフ（映画）
- 監督：月川翔
- ドラマ監督：河合勇人
- 脚本：松田裕子
- 音楽：牧戸太郎
- 主題歌：Sexy Zone「Make my day」（ポニーキャニオン）[47]
- 撮影：木村信也
- 照明：尾下栄治
- 録音：井家眞紀夫
- 美術：津留啓亮
- 編集：小野寺拓也
- アクションコーディネーター：森崎えいじ（スタントチームGocoo）
- ピアノ指導：南保ひとみ
- バスケットボール指導：野口慧、太田純
- エグゼクティブプロデューサー：黒崎太郎、古野千秋、茶ノ前香
- 製作統括：八木元
- プロデューサー：植野浩之、末延靖章、荒川優美
- 配給：ショウゲート
- 制作プロダクション：日活
- 制作協力：AOI Pro.
- 企画製作：日本テレビ放送網
- 製作：「黒崎くんの言いなりになんてならない」製作委員会（日本テレビ放送網、バップ、博報堂DYミュージック&ピクチャーズ、講談社、日活、AOI Pro.、讀賣テレビ放送、中京テレビ放送、札幌テレビ放送、福岡放送）

## テレビドラマ
上記の映画版公開前年の2015年12月22日の0時19分-1時14分および12月23日23時59分-12月24日0時54分に、日本テレビ系でスペシャルドラマとして放送された。映画版の前日譚が描かれ、キャストも映画版と同じになる。

### キャスト（テレビドラマ）
※ 映画版と同じ役名のキャストは「#キャスト（映画）」の項を参照。
- 一式 鈴音 - 夏帆[49]

### スタッフ（テレビドラマ）
- 演出：河合勇人[49]
- 脚本：松田裕子
- 音楽：牧戸太郎
- 主題歌 : Sexy Zone「Make my day」[47]
- オープニングテーマ：モーツァルト「フィガロの結婚」
- 挿入曲：ドヴォルザーク「新世界より」
- 製作著作：日本テレビ

### 映像ソフト化
ドラマ全話および特典映像が収録された『黒崎くんの言いなりになんてならない』のDVD（2枚組）およびBlu-ray（2枚組）が2016年3月16日に発売された。
2016年3月28日発表のオリコン週間ランキングで、DVDが4894枚、BDが3770枚を売り上げ、ドラマDVD部門で1位（DVD総合 9位）、ドラマBD部門で1位（BD総合 7位）を獲得した。

### 映像配信
『未満警察 ミッドナイトランナー』放送記念として、動画配信サービス「日テレTADA」「TVer」「GYAO!」にて、期間限定の無料配信実施。
- 1話：2020年3月14日 - 3月28日
- 2話〜4話：2020年3月28日 - 4月11日

2020年3月14日より動画配信サービス「Hulu」にて作品を配信開始。

## 受賞歴
映画
- 第8回TAMA映画賞（2016年）
  - 最優秀新進女優賞（小松菜奈、『ディストラクション・ベイビーズ』『バクマン。』『ヒーローマニア-生活-』とあわせて受賞）

- 第90回キネマ旬報ベスト・テン（2017年）
  - 新人女優賞（小松菜奈、『溺れるナイフ』『ディストラクション・ベイビーズ』『ヒーローマニア-生活-』と合わせて受賞）